# Robert Herbin
Robert Herbin (Párizs, 1939. március 30. – Saint-Étienne, 2020. április 27.) francia válogatott labdarúgó, edző.

## Pályafutása
A francia válogatott tagjaként részt vett az 1960-as Európa-bajnokságon és az 1966-os világbajnokságon.

## Sikerei, díjai

### Játékosként
Saint-Étienne
- Francia bajnok (5): 1963–64, 1966–67, 1967–68, 1968–69, 1969–70
- Francia kupa (3): 1961–62, 1967–68, 1969–70
- Francia szuperkupa (5): 1957, 1962, 1967, 1968, 1969

### Edzőként
Saint-Étienne
- Francia bajnok (4): 1973–74, 1974–75, 1975–76, 1980–81
- Francia kupa (3): 1973–74, 1974–75, 1976–77